# Consonant labiodental
Una consonant labiodental (o simplement labiodental en l'àmbit de la fonètica) és aquella consonant que s'articula mitjançant l'acostament del llavi inferior i les dents incisives superiors.

## Consonants labiodentals
| AFI              | Descripció                   | Exemple       | Exemple  | Exemple     | Exemple      |
| AFI              | Descripció                   | Llengua       | Grafia   | AFI         | Significació |
| ---------------- | ---------------------------- | ------------- | -------- | ----------- | ------------ |
| p̪                | oclusiva labiodental sorda   |               |          |             |              |
| b̪                | oclusiva labiodental sonora  |               |          |             |              |
| p̪͡f               | africada labiodental sorda   | Tsonga        | N/A      | [tiɱp̪͡fuβu]  | 'hipopòtams' |
| b̪͡v               | africada labiodental sonora  | Tsonga        | N/A      | [ʃileb̪͡vu]   | 'barbeta'    |
| ɱ                | nasal labiodental            | Català        | symphony | [siɱfuˈniə] | 'simfonia'   |
| f                | fricativa labiodental sorda  | Català        | fan      | [fet]       | 'fet'        |
| v                | fricativa labiodental sonora | Català balear | van      | [ven(t)]    | 'vent'       |
| ʋ                | aproximant labiodental       | Neerlandès    | wang     | [ʋɑŋ]       | 'galta'      |
| ⱱ                | labiodental flap             | Mono          | vwa      | [ⱱa]        | 'send'       |
| Clic labiodental | clic labiodental             | Nǁng          | ʘoe      | [ʘ̪oe]       | 'carn'       |